# Acroria infensa
Acroria infensa är en fjärilsart som beskrevs av Walker 1857. Acroria infensa ingår i släktet Acroria och familjen nattflyn. Inga underarter finns listade i Catalogue of Life.